# Сорби, Рафаэлло
Рафаэлло Сорби (итал. Raffaello Sorbi; 24 февраля 1844, Флоренция — 19 декабря 1931, там же) — итальянский живописец.

## Биография
Учился в Академии изящных искусств во Флоренции под руководством исторического живописца и портретиста Антонио Чизери, оказавшего большое влияние на раннее творчество Раффаэлло. К 18 годам завершил свою первую крупную работу — «Корсо Донати ранен каталонцами в Сан-Сальви во Флоренции». Два года спустя молодой художник выиграл на конкурсе флорентийской триеннале Римский приз с картиной «Савонарола, объясняющий Библию своим друзьям».

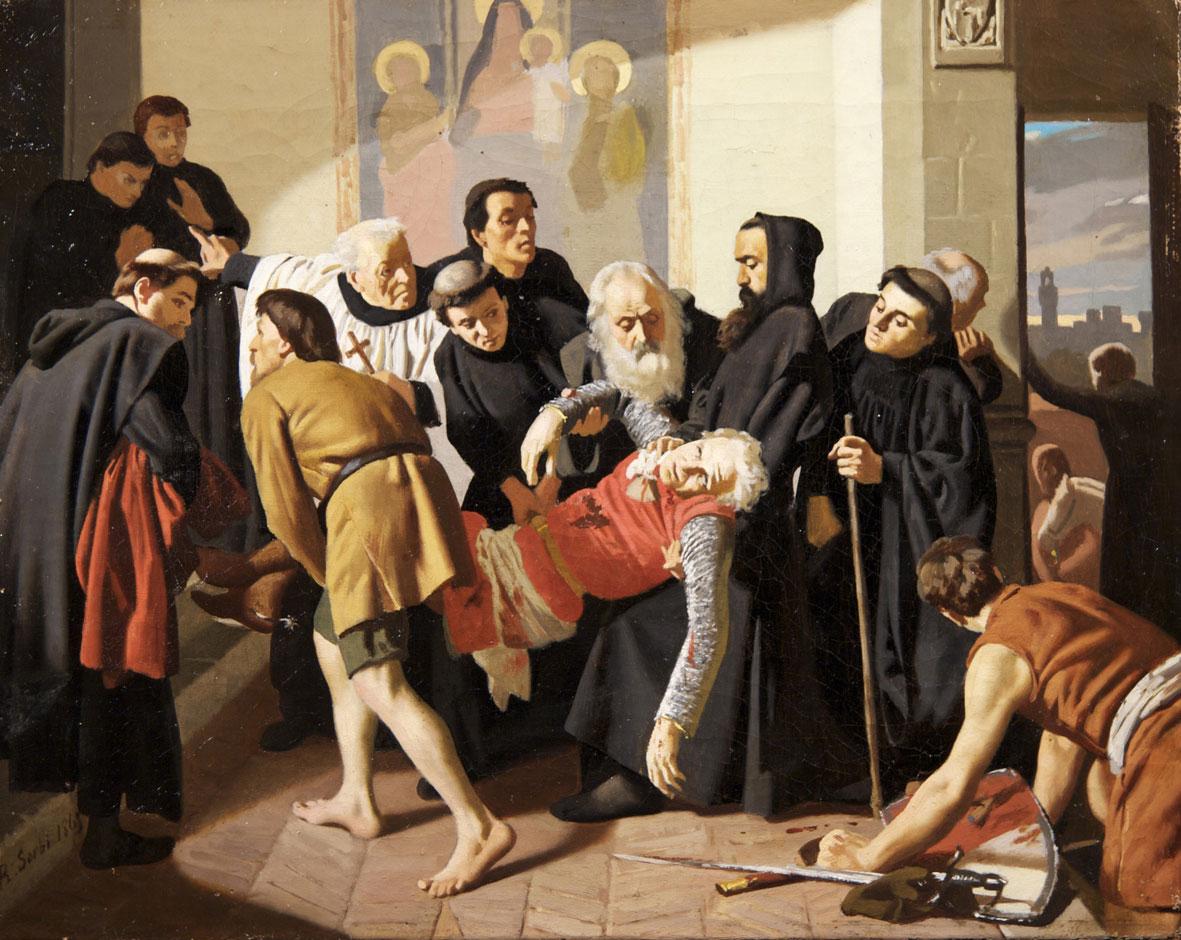
«Корсо Донати ранен каталонцами в Сан-Сальви во Флоренции»

Создал ряд картин для меценатов в Америке и Англии. Художник специализировался на исторической живописи, изображая сюжеты из истории средневековья, жанровые сцены в одеждах и нарядах восемнадцатого века и античного императорского Рима. Портретист. Часто изображал красивых женщин с цветами, сцен охоты и др.
В 1870 году стал академиком Академии изящных искусств во Флоренции, а также профессором и почётным членом Королевской академии художеств в Урбино.

## Галерея работ

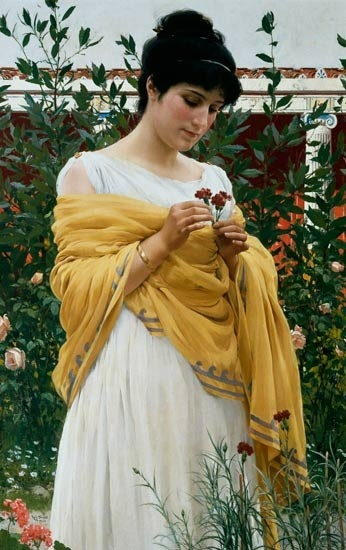
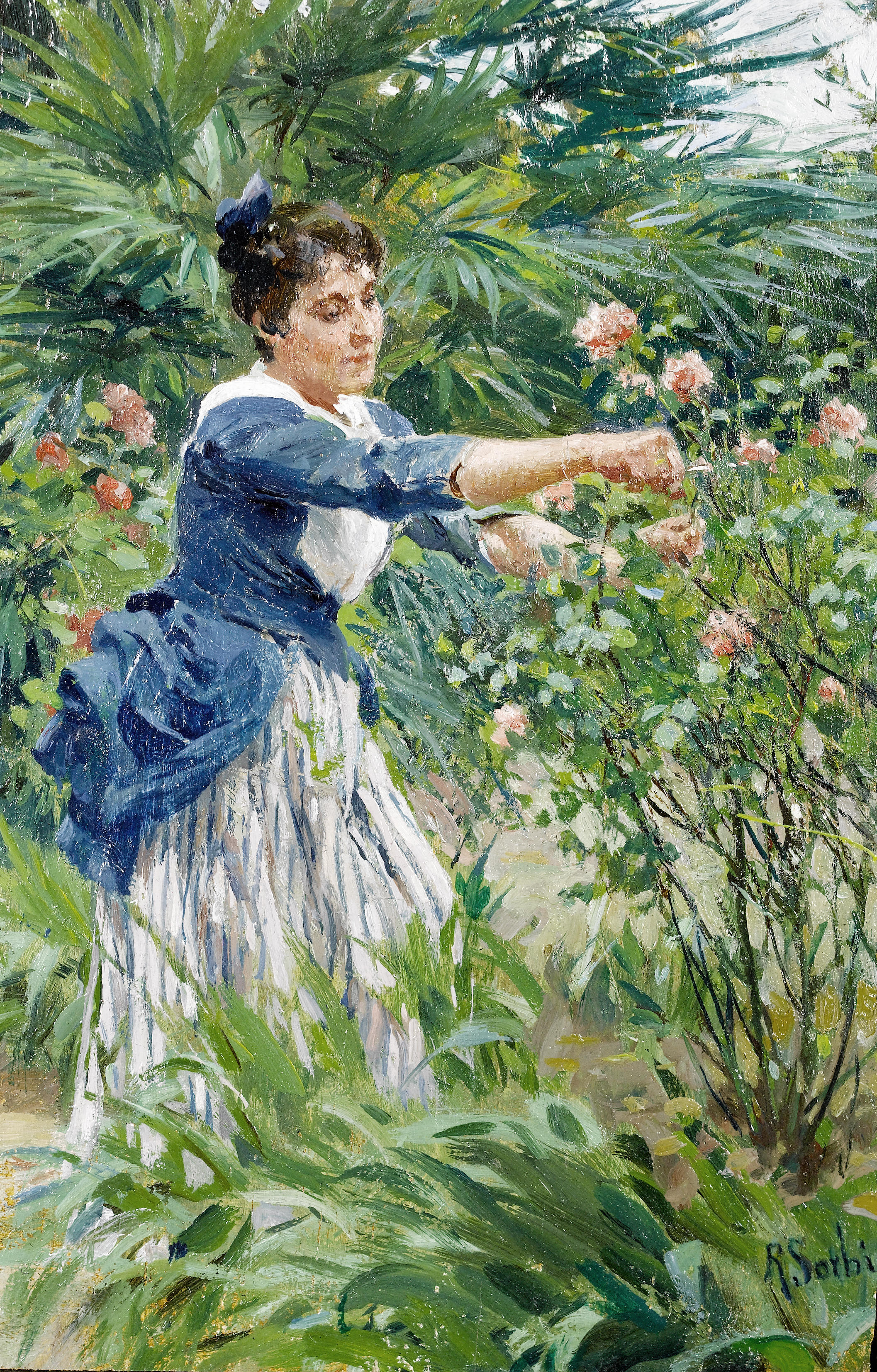
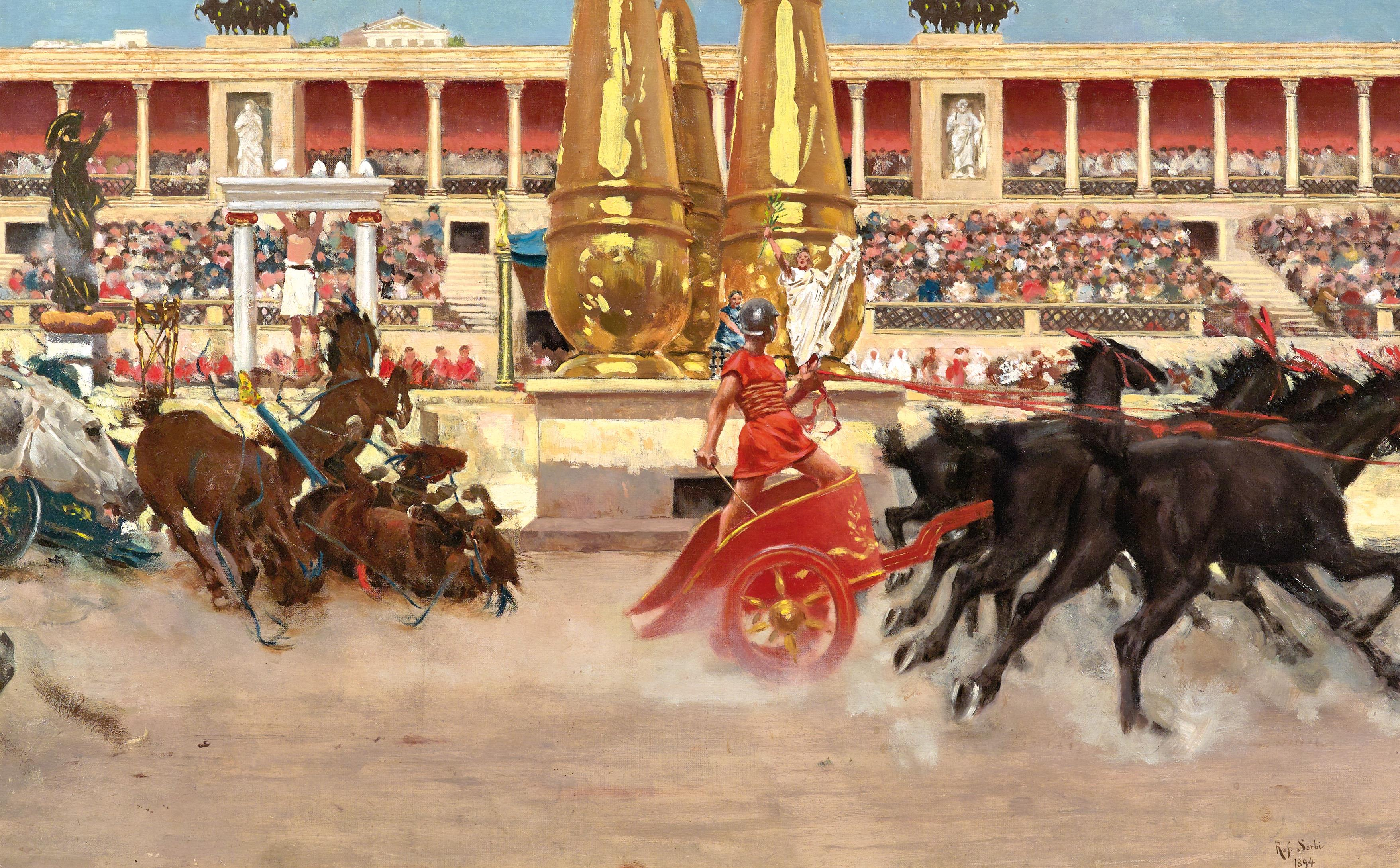
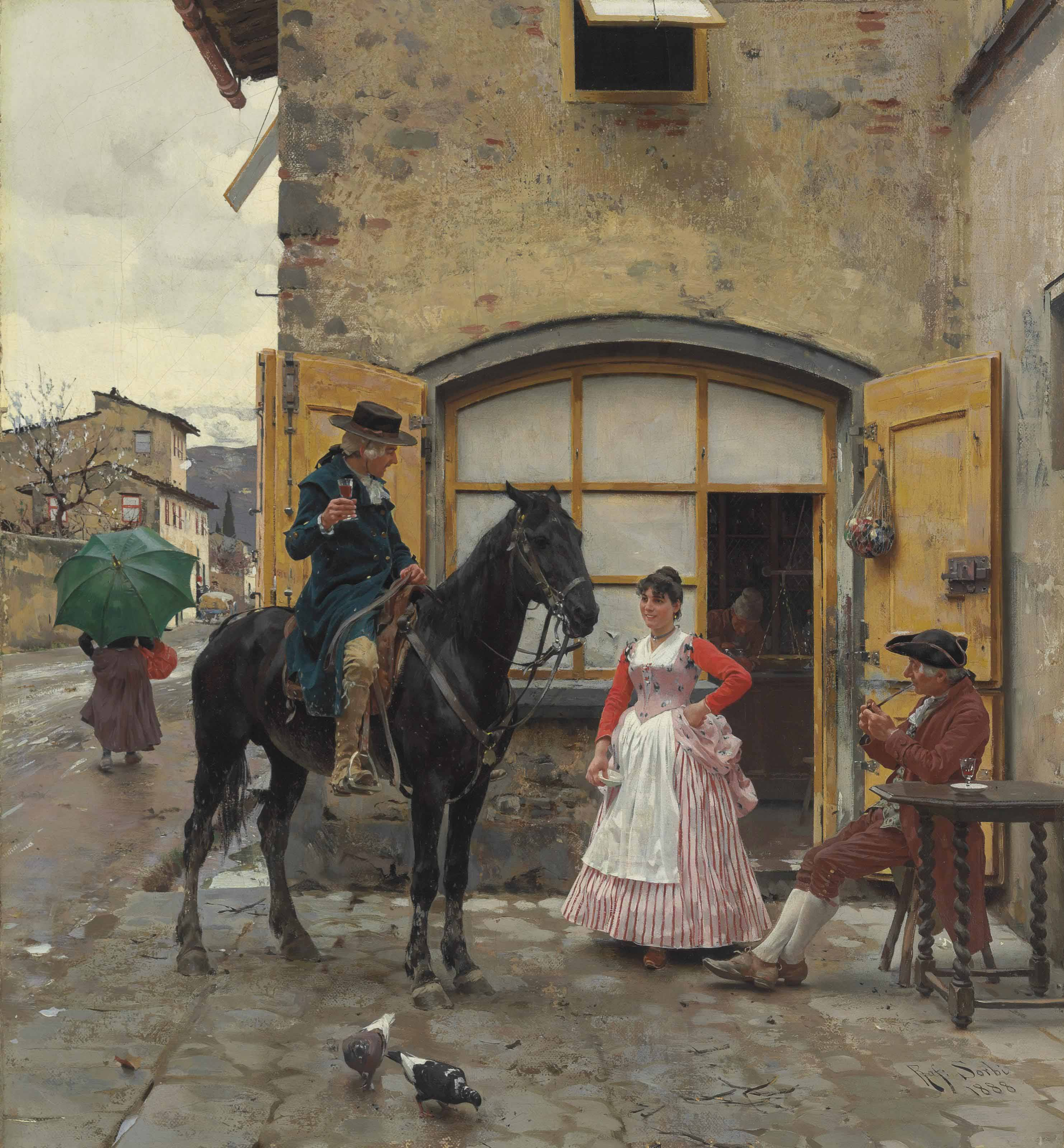
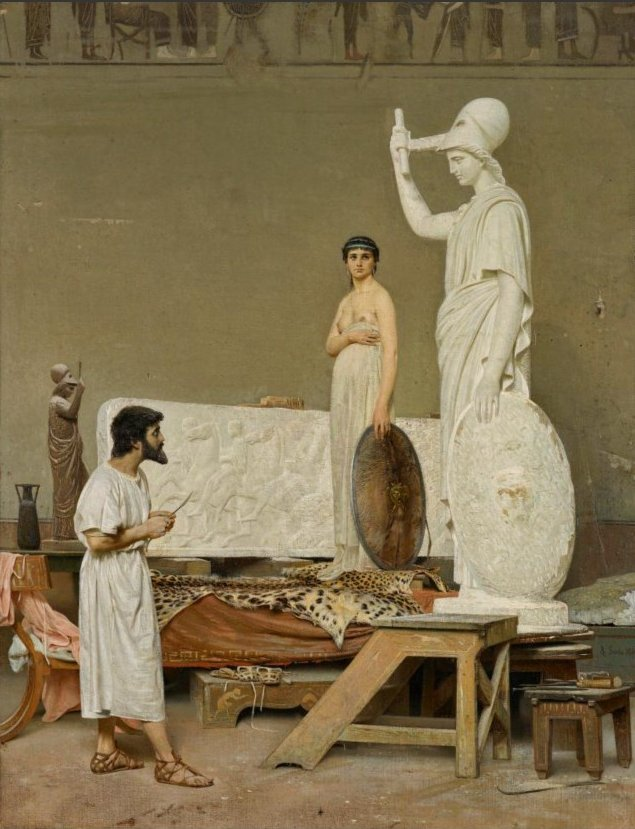